# Calaquendi
Calaquendi of Amanyar zijn namen voor de elfen die in Aman wonen of hadden gewoond in de verhalen van J.R.R. Tolkien.
Het woord Calaquendi betekent in het Nederlands: Lichtelfen. Zo werden ze genoemd omdat ze het licht van de Twee Bomen van Valinor Telperion en Laurelin hadden gezien, het mythische licht dat er was voor Anar, de zon of Isil, de maan.